# Пролетарский (Калмыкия)
Пролетарский — посёлок в Яшалтинском районе Калмыкии, в составе Багатугтунского сельского муниципального образования. Пролетарский расположен на северо-западе Яшалтинского района у границы Калмыкии и Ростовской области в 9 км к западу от села Бага-Тугтун.

## История
Дата основания населённого пункта не установлена. Впервые отмечен на немецкой карте 1941 года. К 1989 году проживало около 180 жителей.

## Население
| 2002 | 2010 |
| ---- | ---- |
| 131  | ↘98  |